# Áreas protegidas de Armenia

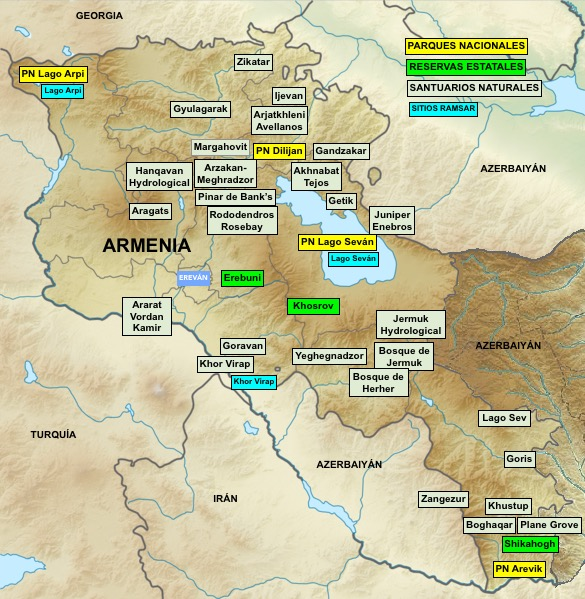
Áreas protegidas de Armenia

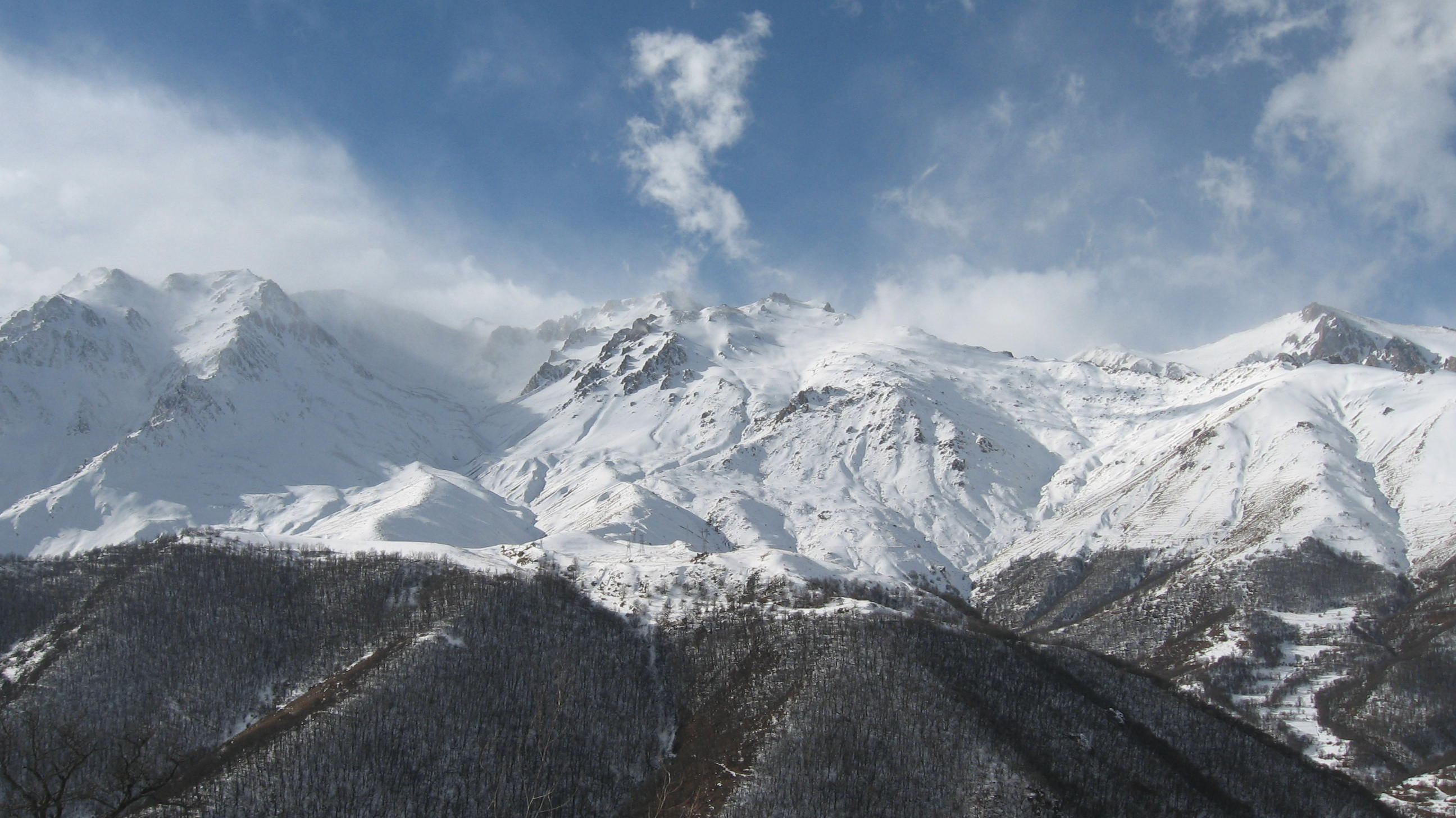
Parque nacional Arevik y montañas Meghri en invierno

Según la IUCN, en Armenia hay, en 2023, 38 áreas protegidas que cubren 7327 km², el 24,68 por ciento del territorio. De estas, 4 son parques nacionales, 27 son santuarios de la naturaleza, 3 son reservas estatales y 3 son sitios Ramsar.

## Parques nacionales
- Parque nacional Dilijan, 240 km2, en la provincia de Tavush, al norte del lago Seván, al nordeste del país. Establecido en 2002, además de numerosos manantiales, tiene bosques de robles, hayas, tilos, arces, carpes, pinos, fresnos, enebrales dispersos, etc., con 902 especies de plantas vasculares, de las cuales 40 son raras. Hay unas 800 especies de escarabajos y 150 de aves. Entre los mamíferos hay ciervos, osos, lobos, zorros, cabras montesas, gatos salvajes, etc. En su interior hay diversos monasterios, algunos en ruinas, entre ellos, Haghartsin, Goshavank, Aghavnavank y Matosavank.[2] Por su interior transcurriría el Transcaucasian Trail, una ruta transcaucásica que consiste en un sendero de largo recorrido de unos 3000 km a lo largo del Cáucaso, atravesando Azerbaiyán, Armenia y Georgia, y que aun está en desarrollo.[3]
- Parque nacional Sevan, una parte del lago de 342 km2, desde 1978. Hay unas 267 especies de aves registradas, y entre los mamíferos hay lobos, chacales, zorros, martas, liebres, etc.En el lago hay especies endémicas del país como la trucha Gegharkunik (Salmo ishchan gegarkuni), la carpa de Seván (Capoeta capoeta sevangi) y el barbo de Seván (Barbus geokschaikus).
- Parque nacional del Lago Arpi, 250 km2, a unos 2000 m de altitud, en torno al lago del mismo nombre en la provincia de Shirak, en el extremo noroeste del país.  Hay unas 150 especies de mariposas (con siete zonas PBA de interés para los lepidópteros) y 180 de aves, entre ellas el quebrantahuesos, el buitre leonado, el alimoche común, el águila real, el halcón peregrino, el gavilán griego y el alcaudón común.
- Parque nacional Arevik, 344 km2, provincia de Syunik, en el extremo sur del país. Forma parte del Complejo de la biosfera de los montes Zangezur, que protegen 796,6 km2. El parque nacional protege desde zonas semidesérticas hasta prados alpinos, ya que su altitud oscila entre 450 y 3200 m. Hay leopardos, cabras montesas y muflones, pero su verdadera riqueza son las mariposas, con especies únicas como Gegenes nostrodamus y Athamanthia phoenicura. Hay además 180 especies de aves, entre ellas el buitre leonado, el águila real, el halcón peregrino, el quebrantahuesos y el alimoche común.[4]

## Reservas estatales

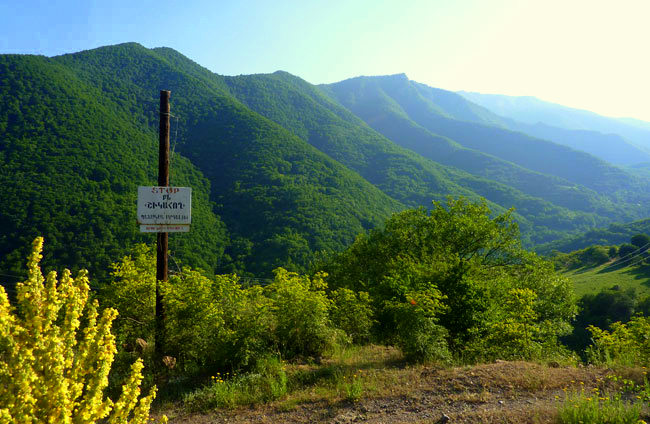
Reserva forestal de Shikahogh

- Reserva estatal forestal de Khosrov. En la vertiente meridional de las montañas de Geghama. Es un área destacable en la región del Caucaso por su flora y fauna asiáticas únicas; tiene 29.196 hectáreas, de las que 9.000 hectáreas son forestales, y está localizada a una altitud de 1600-2300 m.[5][6][7][8] La reserva ocupa parte de cuatro distritos: Garni, al norte; Kakavaberd, al nordeste; Khosrov, en el centro y Khachadzor, en el este, y ocupa un área de 238.78 km².
- Reserva estatal de Shikahogh, 103 km², sur de Armenia, provincia de Syunik. En algunas zonas, bosque primigenio en la garganta del río Tsav, cerca de Tsav. En el extremo sur del país, su remota localización lo hizo víctima de la deforestación de la época poscomunista. Aún hay 1100 especies de plantas, 70 de las cuales están en la lista roja de amenazadas. Entre la fauna, leopardo, cabra montesa, oso, urogallo, víbora y puerco espín. Amenazada por la construcción de una carretera.[9]
- Reserva estatal de Erebuni, 120 ha, a 8 km de Ereván, en el distrito de Erebuni, entre 1300 y 1450 m. Protege herbáceas en peligro de la familia de las poáceas, como el trigo salvaje Triticum araraticum, y endémicas, como Iris iberica subsp. elegantissima.

## Sitios Ramsar

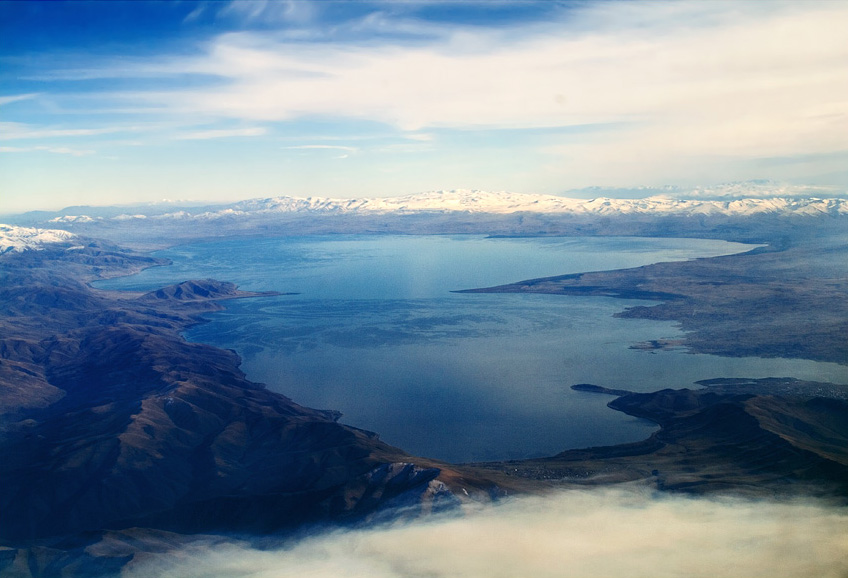
Lago Seván

- Lago Arpi, 3.230 ha (32,3 km2), 41°04′N 43°39′E, número Ramsar 621. En las montañas Ashotzk, alimentado por varios ríos, manantiales y agua de deshielo. El sitio Ramsar, en el extremo norte del país, en la provincia de Shirak, comprende cuatro subsistemas, el Lago Arpi, los humedales humanizados de Alvar, así como los efímeros de Ardenis y la zona pantanosa de Aghvorik. Alberga especies vegetales de importancia, como el nenúfar amarillo, que solo crece en los lagos de meandro de Alvar. Entre las aves acuáticas, se encuentra el pelícano ceñudo. Alberga la mayor colonia del país de gaviota armenia, con 5000-8000 parejas. El incremento artificial del lago ha sustituido la rica vegetación acuática por carrizales.[10]
- Lago Seván, 4.902 km², 40°16′N 45°21′E, número Ramsar 620. En la provincia de Gegharquniq. Es también parque nacional, reserva ornitológica y santuario estatal, además de área de interés para las aves por BirdLife International. Se encuentra a 1900 m, rodeado de montañas. En la zona hay 1600 especies de plantas, además de raras y endémicas. Unas 4000 parejas de gaviota armenia crían aquí.  [11] Entre las aves, la garceta grande, el morito común, el cisne vulgar y la grulla damisela. Hay 39 especies de mamíferos, entre ellos la liebre europea, el zorro, el lobo, la garduña y muchos roedores, cuatro de anfibios, 18 de reptiles y seis de peces, entre ellos, la trucha del lago Sevan, el barbo Barbus goktschaicus, y Varicorhinus capoeta sevangi. Se ha reforestado con pinos, chopos, acacias y sauces. Quedan bosques naturales de robles en los montes Sevana, pero la vegetación dominante es esteparia de Astragalus y Acantholimon.[12]
- Humedal de Khor Virap, 50 ha, 39°53′N 44°34′E.[13] Santuario estatal, en la antigua ribera del río Aras, cerca de Ereván. Semiartificial, alimentado por un canal y rodeados de canales de riego. Carrizales con unas 100 especies de aves migratorias y unas 30 especies que anidan, entre ellas, la cerceta pardilla, la malvasía cabeciblanca, el cormorán pigmeo y el ánade friso. Se cree también que se encuentran el gato de los pantanos, la nutria europea y el único mamífero no nativo, el coipo.

## Santuarios de la naturaleza

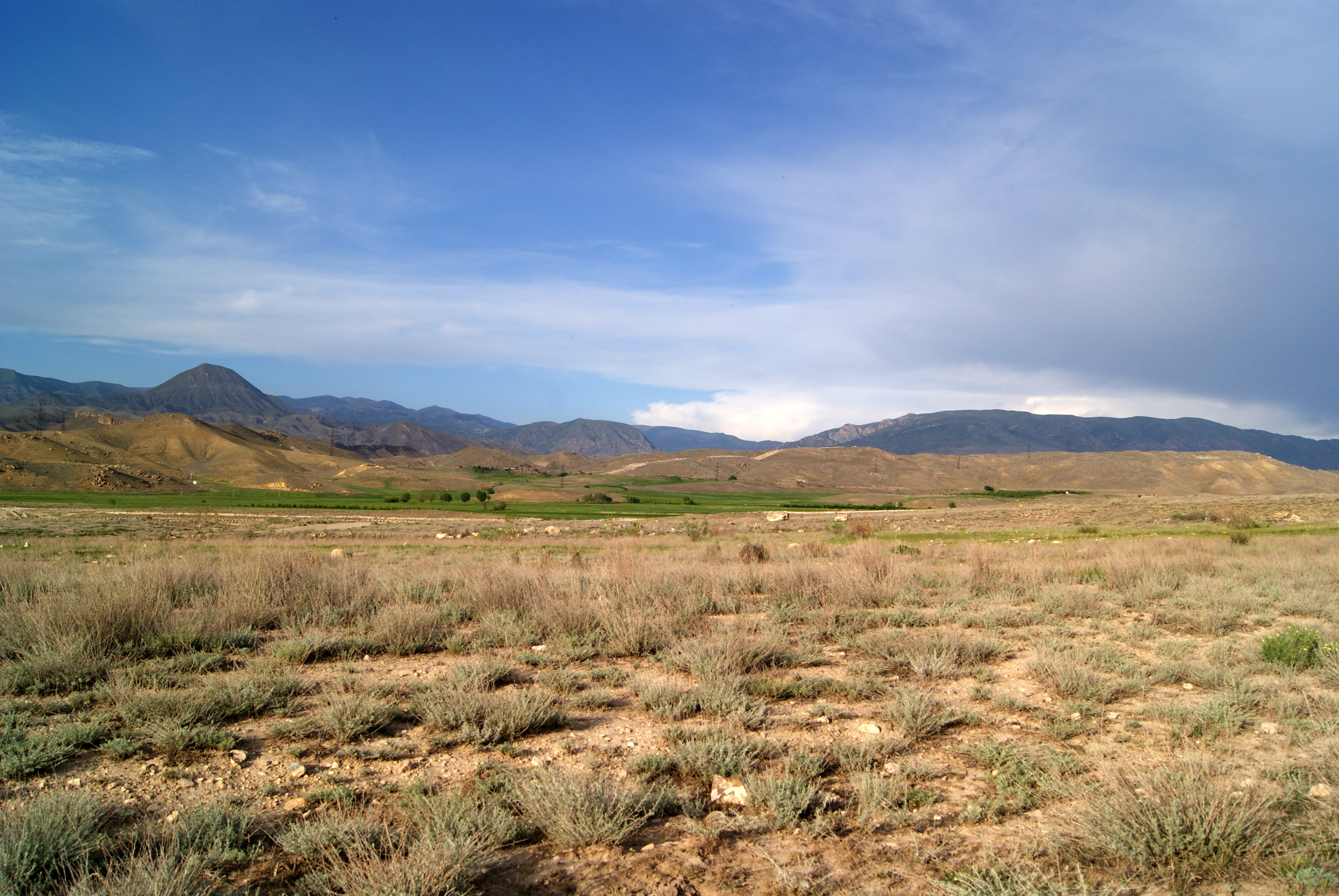
Arenal de Goravan (Goravan Sands Sanctuary)

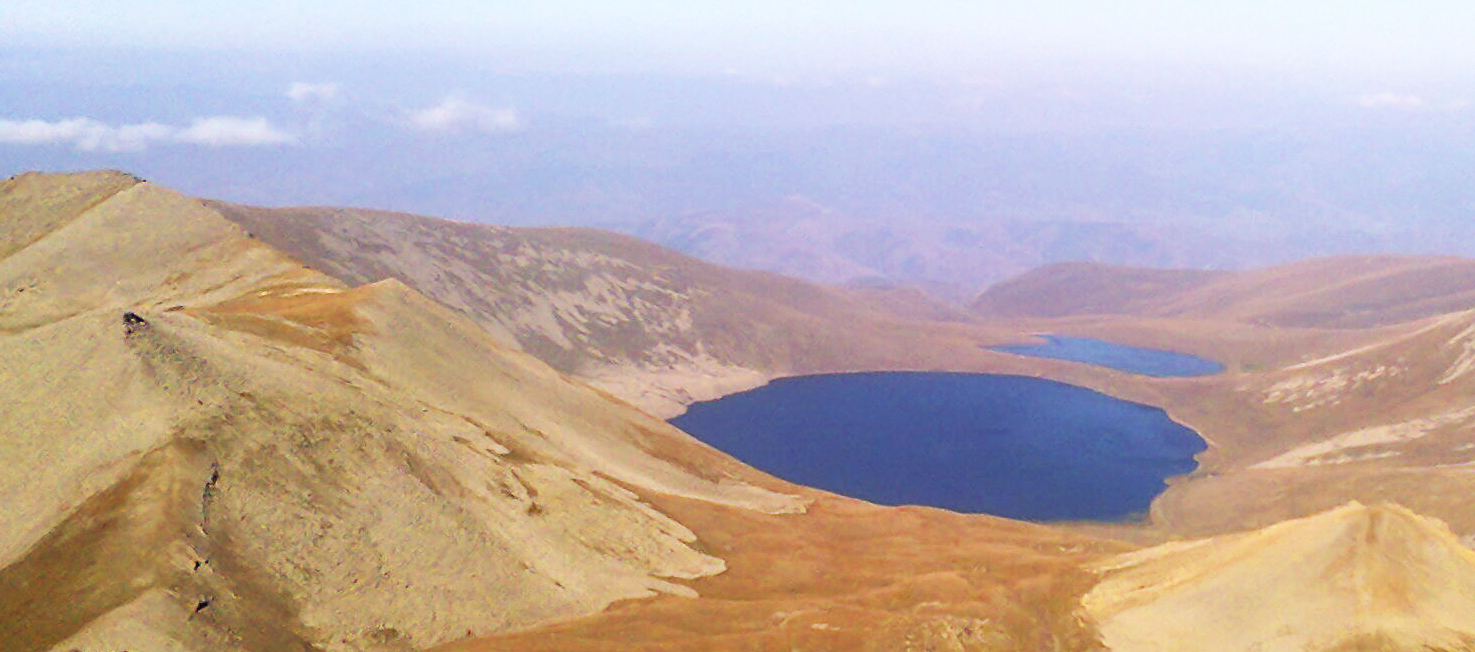
Lago Sev.

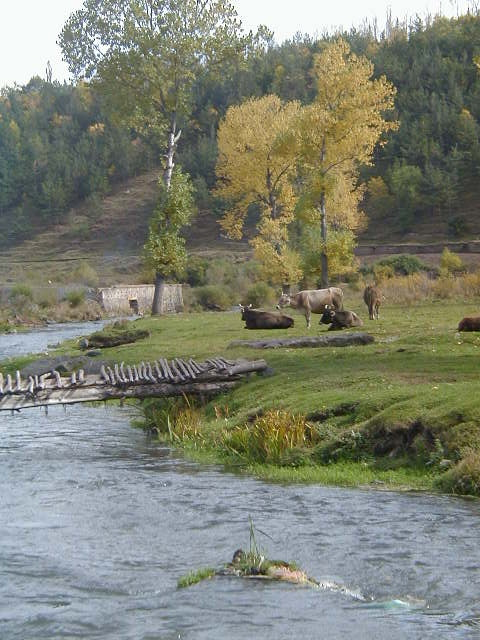
Santuario de la naturaleza de Getik

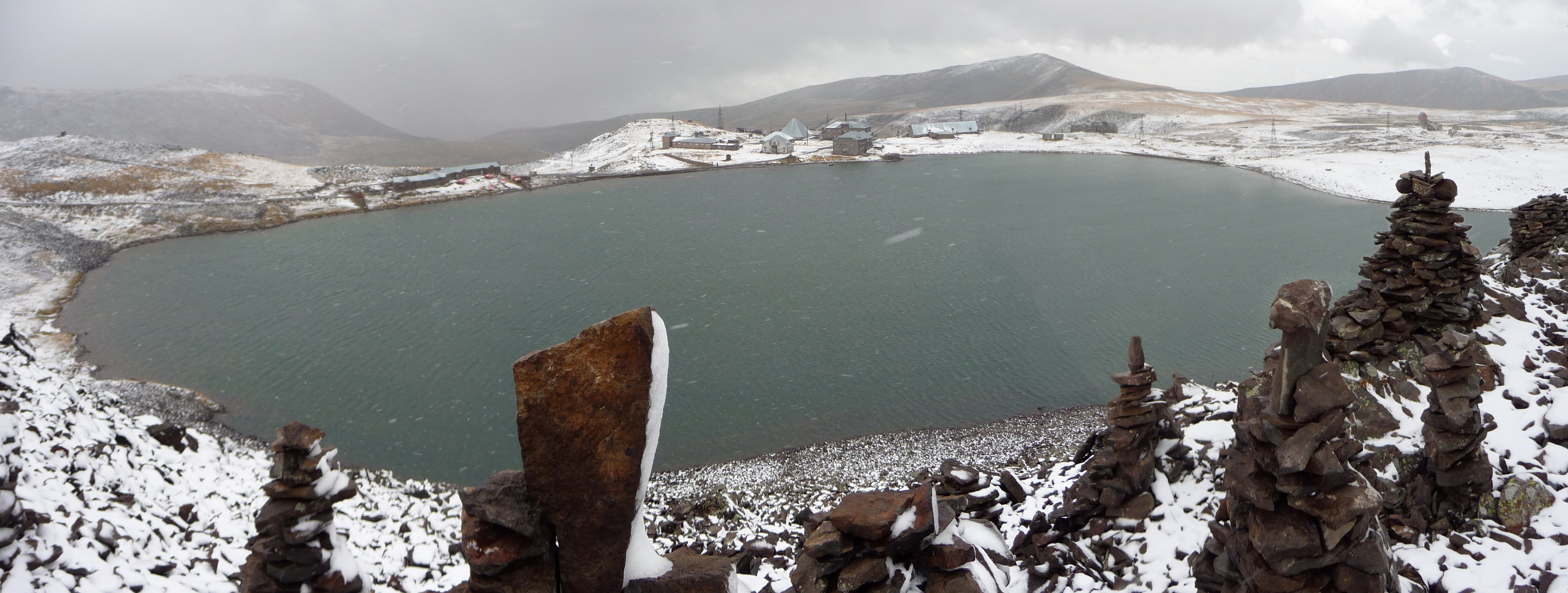
Lago Kari, en el santuario alpino de Aragats

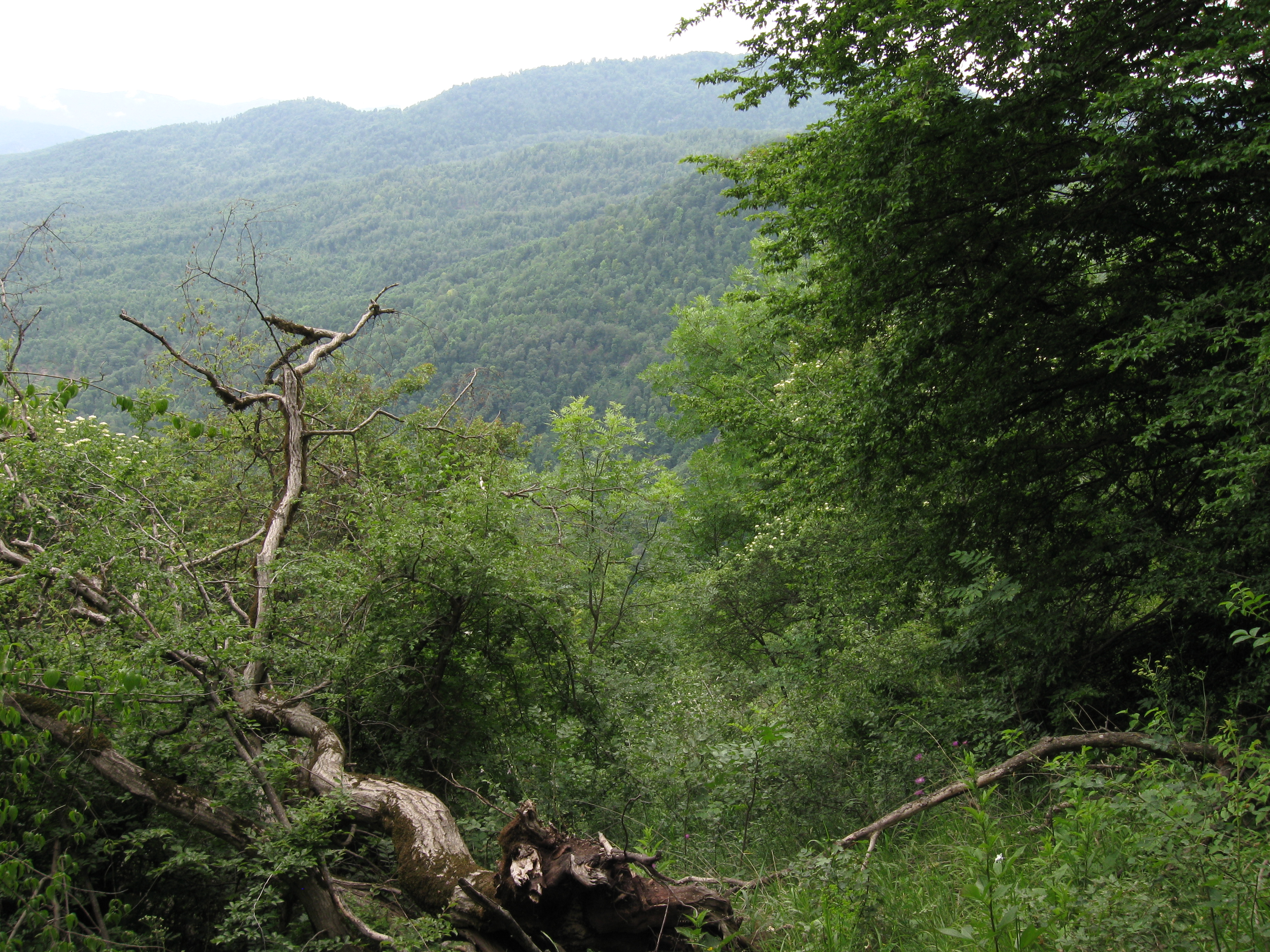
Bosques de Gandzakar.

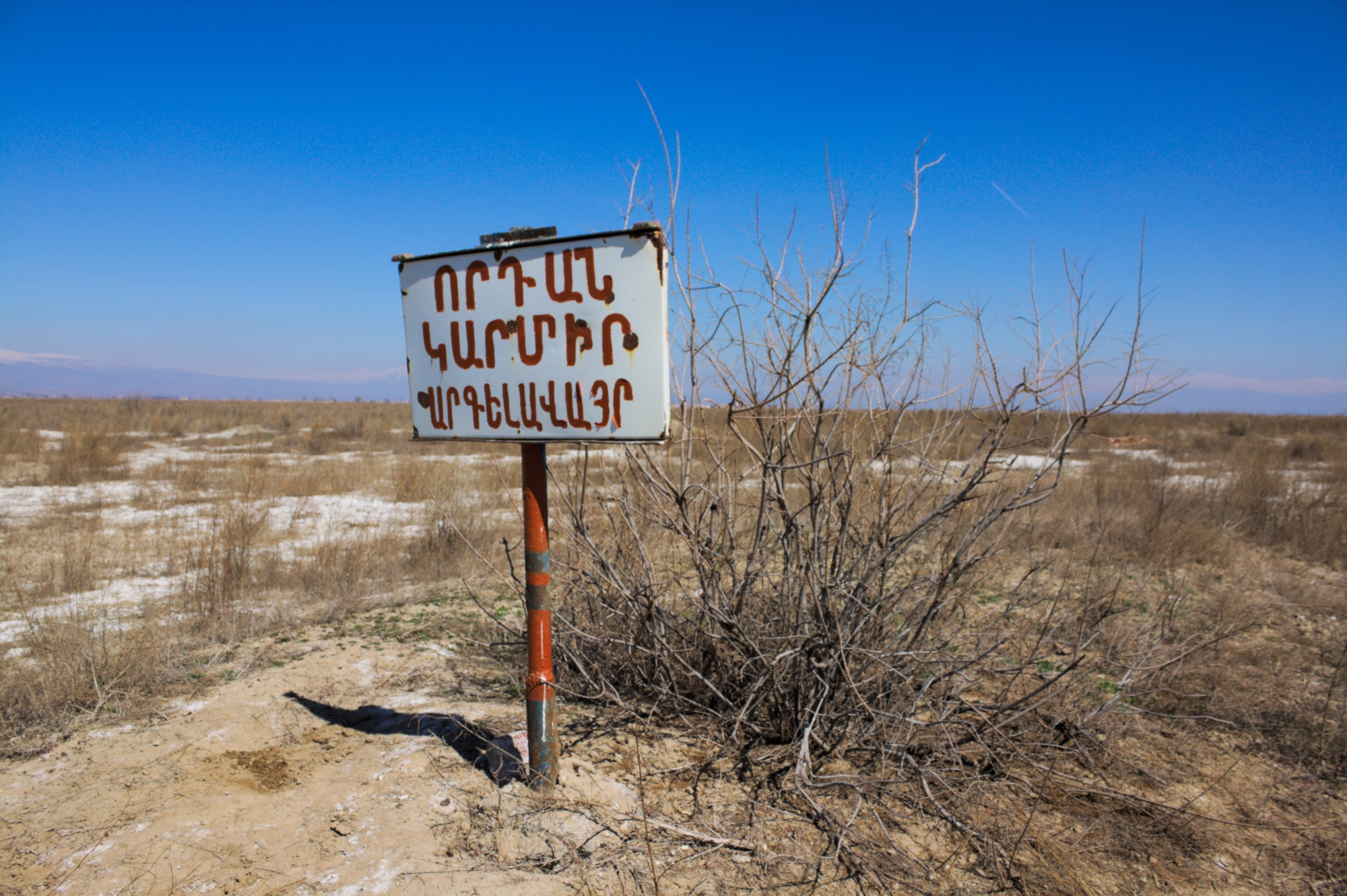
Santuario reserva de Vordan Kamir, donde vive la cochinilla que produce el carmín.

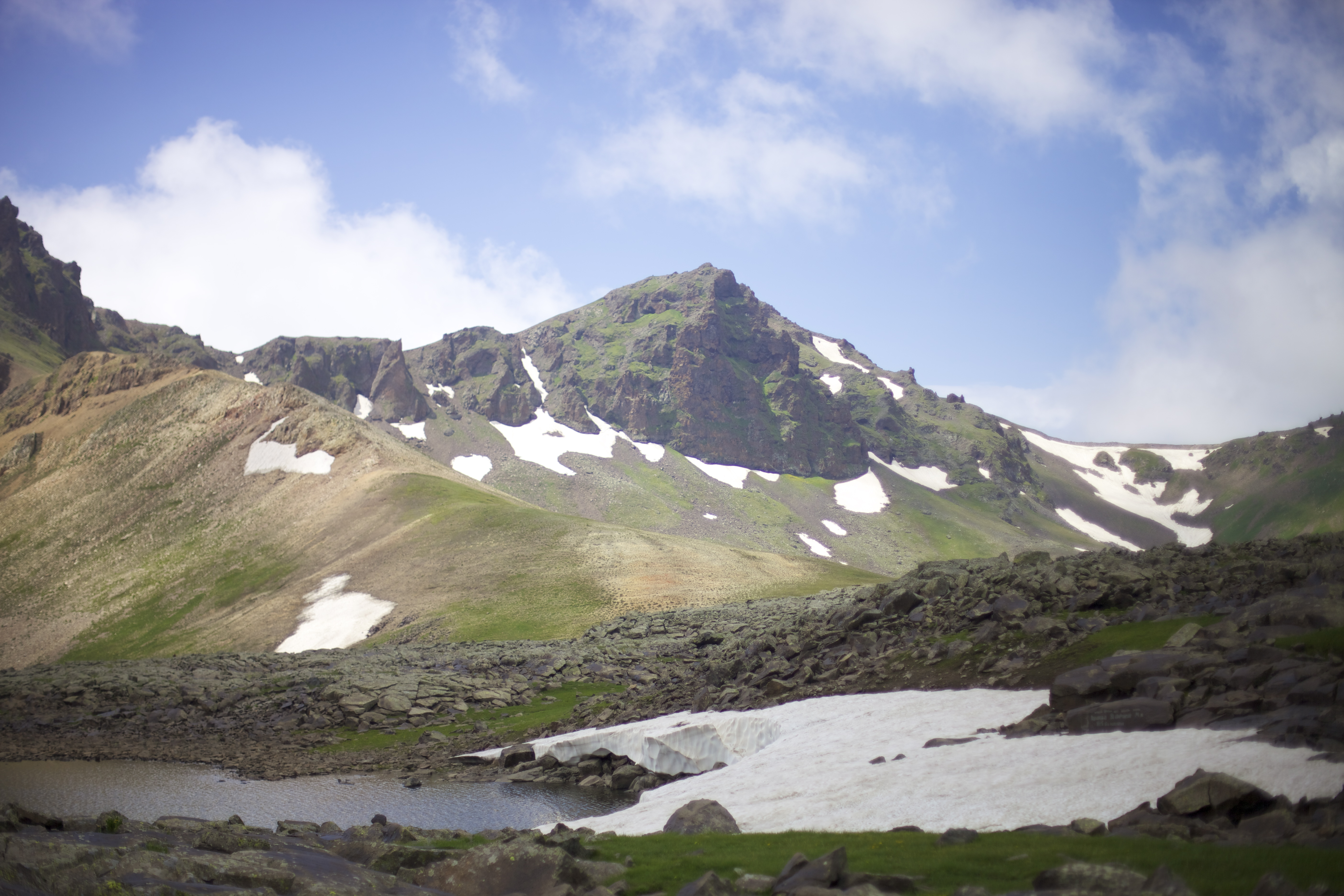
Montañas Zangezur

- Bosque de tejos de Akhnabad (Akhnabad Grove), 24 ha, en la provincia de Tavush, desde 1959. En la ladera de los montes Miapor, cerca de la localidad de Aghavnavank y de la iglesia de Akhnabad, entre 1400 y 1700 m de altitud, para proteger las bayas de los tejos residuales.[14]
- Santuario alpino de Aragats, 3 km2, en la provincia de Aragatsotn, desde 1959. Para preservar la flora alpina en torno al lago glaciar de Qar o Kari, a 3185 m de altitud, en la vertiente meridional del monte Aragats.
- Avellanedo de Arjatkhelni (Arjatkhleni Hazelnut), 40 ha, en la provincia de Tavush, desde 1959. En la vertiente norte de la sierra de Ijevan, en la cuenca del río Khaghaghaghbyur, entre 1500 y 1800 m, para proteger los bosquetes de avellanos y plátanos.
- Arzakan-Meghradzor, 135 km2, desde 1971, en la provincia de Kotayk. Bosque montano formado principalmente por robles, donde se encuentran osos pardos, ciervos y urogallo caucasio.
- Pinar de Banks', 40 ha, en la provincia de Kotayk, desde 1959, en el valle del río Marmarik.
- Boghakar, 27,28 km2, en la provincia de Syunik, al sur, desde 1989. En la vertiente oriental de los montes Zangezur.[15]
- Gandzakar, 68 km2, en la provincia de Tavush, desde 1971. Cuenca del río Paytajur, afleunte por la derecha del río Aghstev, entre 820 y 890 m de altitud. Protege bosques de montaña, con osos pardos, ciervos y urogallos del Cáucaso.
- Getik, 57,28 km2, en la provincia de Gegharkunik, desde 1971. Cuenca del río Getik, entre 1500 y 2700 m de altitud, con bosques montanos, ciervos, osos y urogallos, al este del lago Seván.
- Arenal de Goravan (Goravan Sands Sanctuary), 1 km2, en la provincia de Ararat, desde 1959. En el oeste de Armena, en una zona semidesértica arenosa que alberga 160 especies de plantas y 36 de vertebrados, así como numerosos, hongos, líquenes e invertebrados, en el piedemonte de la sierra de Urtz, donde solo caen de 200 a 300 mm de lluvia anuales, con un periodo de heladas de 200-220 días al año.
- Goris, 18,5 km2, en la provincia de Syunik, desde 1972. En el río Varakn, afluente del río Vorotan, entre 1400 y 2800 m de altitud, paisajes boscosos.
- Gyulagarak, 25,76 km2, en la provincia de Lori, desde 1958. Laderas de las montañas Bazum y Gugarats, en el valle del río Qarhanqjur, entre 1300 y 1850 m, bosques residuales de pinos.
- Santuario hidrológico de Hankavan, 52 km2, en la provincia de Kotayk, desde 1981. Reserva natural y complejo de parque en el curso alto del río Marmarik, en las vertientes de la sierra de Tsaghkunyants, entre 1950 y 2370 m. Protege los manantiales minerales de la zona.
- Bosque abierto de Herher, 61,4 km2, en la provincia de Vayots' Dzor, desde 1958. en la cuenca del río Herher, afluente del río Arpa, entre 1400 y 2000 m. Protege los enebros.
- Ijevan, 59 km2, en la provincia de Tavush, desde 1971. En la cuenca del río Aghstev, en las laderas de las sierras de Ijeván y Kayen, entre 900 y 2100 m de altitud.
- Bosque de Jermuk, 38,65 km2, en la provincia de Vayots' Dzor, desde 1958. En la cuenca del río Arpa, entre 1100 y 2800 m, con grandes bosques de robles.
- Santuario hidrológico de Jermuk, 173,7 km2, en la provincia de Vayots' Dzor, desde 1981. Cuenca alta del río Arpa, entre 2100 y 2470 m. Aguas termales y manantiales. Jermuk es conocido por el agua mineral. También hay una cascada de 70 m de desnivel que los locales llaman 'cabello de sirena'. La leyenda habla de una princesa de gran belleza codiciada por numerosos príncipes. La población está dividida en dos por la garganta del río Arpa. Sus aguas se usan desde la Edad Media para curar diversas enfermedades. Aguas abajo se encuentra el monasterio de Gndevank, del siglo X, y el embalse de Kechut.[16]
- Santuario de los enebros (Juniper sparse forest), 33,12 km2, en la provincia de Gegharkunik, desde 1958. En el Parque nacional de Seván, en las vertientes de los montes Areguni y Seván, entre 1950 y 2500 m de altitud. Bosque disperso de diversas especies de enebros (Juniperus).
- Khor Virap, 50 ha, provincia de Ararat, desde 2007. En la vecindad del monasterio del mismo nombre, entre 800 y 900 m de altitud, protege un ecosistema de humedal que es sitio Ramsar.[17]
- Khustup, 69,47 km2, provincia de Syunik, desde 2014. En el monte Khustup, de 3206 m de altitud, al sudoeste de la ciudad de Kapan. En la cara nordeste de la montaña se encuentran los únicos bosques en un entorno de prados alpinos. La reserva protege estos bosques, prados y estepas de altura entre 1400 y 2100 m. Una ruta de 11 km conduce desde el monte Khustup a Shishkert, en la reserva estatal de Shikahogh.[18]
- Margahovit, 33,68 km2, provincia de Lori, desde 1971. Laderas de los montes Pambak y Tsghkunyants, en la cuenca del río Pambak, entre 1900 y 2200 m. Bosque húmedo, cerca de la localidad de Margahovit.
- Santuario de rododendros caucásicos, 10 km2, provincia de Lori, desde 1958. Vertiente norte de las sierras de Pambak y Tsaghkunyants, entre 1900 y 2200 m. Protege matorrales dispersos de rododendros caucasicos.
- Santuario de Plane grove o Platan Grove, (bosque de plátanos), 60 ha, provincia de Syunik, desde 1958. Alberga el mayor bosque de plátanos orientales del Cáucaso, con árboles centenarios a lo largo de unos 8 km del río Tsav, entre 700 y 800 m de altitud, en la frontera con Azerbaiyán. Junto con el santuario de Zanzegur, forma la reserva de Shikahogh, de 296 km2, en las montañas Zangezur, donde vive el muflón armenio.
- Montañas Zangezur, 174 km2, provincia de Syunik, desde 2009. Vertiente meridional de los montes Bargushat y orientales de los montes Zangezur, entre 2600 y 3900 m. Prados subalpinos, con especies raras como el leopardo de Anatolia, la cabra bezoar y otros, como osos y nutrias.[19] Parte de las montañas Zangezur pertenece al Parque nacional Arevik, hay tres áreas importantes para las mariposas[20] y en Azerbaiyán una parte pertenece al Parque nacional Zangezur.
- Lago Sev, 2,4 km2, provincia de Syunik, desde 2001. Entre Armenia y Azerbaiyán. Forma parte de la Reserva Natural del Lago Sev, Sev Lich o lago Negro, a 2658 m, al sur del campo volcánico de la montaña de Syunik, rodeado de montañas de 3200-3500 m. Abarca la superficie del lago, de 176 ha y una zona del entorno de 64 ha, de unos 100 m desde el lago. El lago está en el cráter de un volcán extinto que llena con el agua del deshielo y se mantiene helado desde octubre. La vegetación es de prado alpino y el lago es muy pobre en vida.[21]
- Vordan Karmir, 2,2 km2, provincia de Armavir, desde 1987. Entre las localidades de Argavand, Arazap y Alashkert. El santuario o reserva estatal de Vordan kamir hace referencia a una cochinilla en peligro de extinción que solo vive en esta zona, Porphyrophora hamelii o cochinilla armenia, vordan karmiz en armenio y kirmiz en persa, que produce un tinte rojo y que está en serio peligro de extinción, pues solo vive en estado natural en un prado salino al noroeste de la localidad de Arazap y al norte de Jrarat, cerca del río Aras en la frontera con Turquía. El carmín se extrae de la hembra adulta desde los siglos VII-VIII a. C. cuando vivía en la llanura de Ararat y el valle del río Aras o Araks.[22]
- Yeghegnadzor, 42 km2, provincia de Vayots Dzor, desde 1971. Cuenca del río Yeghegis, afluente por la derecha del río Arpa, entre 1200 y 2800 m.
- Zikatar, 1,5 km2, provincia de Tavush, desde 2010. Vertientes nororientales, cuenca del río Yeghegis y pico Zikatar de las montañas Gugarants, entre 1200 y 1650 m. Bosques.

#### Complejo de la biosfera de Zangezur
Con 790 km2, incluye la reserva estatal de Shikahogh, el santuario Plane Grove, los santuarios estatales de Zangezur, lago Sev, Boghakar y Khustup, y el Parque nacional de Arevik.